# Coupe du Liechtenstein de football 1965-1966
 (février 2023).
Si vous disposez d'ouvrages ou d'articles de référence ou si vous connaissez des sites web de qualité traitant du thème abordé ici, merci de compléter l'article en donnant les références utiles à sa vérifiabilité et en les liant à la section « Notes et références ».
Navigation
Édition précédente Édition suivante
La coupe du Liechtenstein 1965-1966 de football est la 21e édition de la Coupe nationale de football, la seule compétition nationale du pays en l'absence de championnat.
La finale est disputée à Vaduz, le 8 juin 1965, entre le FC Vaduz et le FC Schaan. 
Le FC Vaduz remporte le trophée en battant le FC Schaan. Il s'agit du 12e titre de l'histoire du club dans la compétition.

## 1ertour
Le FC Vaduz est exempté de ce tour.
| Équipe 1          | Résultat | Équipe 2   |
| ----------------- | -------- | ---------- |
| FC Vaduz II       | 6 - 7    | FC Triesen |
| FC Ruggell        | 1 - 3 ap | FC Schaan  |
| USV Eschen/Mauren | 1 - 4    | FC Balzers |

## Demi-finales
| Équipe 1   | Résultat | Équipe 2   |
| ---------- | -------- | ---------- |
| FC Schaan  | 7 - 3    | FC Balzers |
| FC Triesen | 1 - 3    | FC Vaduz   |

## Finale
| 26 juin 1966 | FC Vaduz | 7 - 0 | FC Schaan | Vaduz |  |
|              |          |       |           |       |  |